# Геркель, Ян
Ян Геркель (1786, Вавречка — 1853, Будапешт) — словацкий народоволец, юрист и писатель.

## Работа
В 1826 году опубликовал в Будине работу Elementa linguae Slavicae Universalis (Основы всеобщего славянского языка), которая говорила о необходимости создания единого пан-славянского языка.

## Произведения
- 1826 — Elementa universalis linguae Slavicae (Základy všeobecného slovanského jazyka)
- 1836 — Premena, článok v almanachu Zora